# Sphagnales
Sphagnales là một bộ rêu trong ngành Bryophyta. Bộ này chỉ có 4 chi: Ambuchanania, Eosphagnum, Flatbergium, và Sphagnum.